# C24H32N2
化学式C24H32N2（摩尔质量：348.53 g/mol）可以指：
- MT-45，CAS号：52694-55-0
- AC1MIHGB，CAS号：57377-70-5

|  | 这个同类索引页列出了具有相同分子式的化学物（即同分異構體）条目。 除非您是有意链接至本页，否则应将相应条目的内部链接指向正确的条目。 |